# United States Motor Vehicle Company
United States Motor Vehicle Company war ein US-amerikanischer Hersteller von Motoren und Automobilen.

## Unternehmensgeschichte
Das Unternehmen wurde 1899 in New York City gegründet. Es kaufte Patentrechte für Fahrzeuge auf, die wenig oder keine Produktion erfahren hatten. Dazu gehörten ein Fahrzeug von der Back Bay Cycle & Motor Company mit Ottomotor, ein Elektroauto von der Dey-Griswold & Company und ein Dampfwagen der United States Automobile Company aus Milwaukee. Daraufhin begann die Produktion von Automobilen. Der Markenname lautete United States. 1900 endete die Fahrzeugproduktion. Danach entstanden noch Motoren.
Weitere US-amerikanische Hersteller von Personenkraftwagen dieses Markennamens waren United States Auto-Motor Company und United States Construction Company.

## Produkte
Im Angebot standen ausschließlich Fahrzeuge mit einem Ottomotor, den W. T. McCullough entworfen hatte. Lieferbar waren sowohl Personenkraftwagen als auch Nutzfahrzeuge.
Außerdem wurden Einzylindermotoren mit 2 PS Leistung für 200 US-Dollar und Zweizylindermotoren mit 4 PS Leistung für 400 Dollar angeboten.